# Namiuchigiwa no Muromi-san
Namiuchigiwa no Muromi-san (波打際のむろみさん, lit "Muromi-san en la orilla") también conocido como Muromi-san. Es una serie de manga escrita e ilustrada por Keiji Najima. Fue adaptado a un anime de 13 episodios.

## Sinopsis
Takurō Mukōjima es un niño pescador. El monta un ningyo (sirena Japonesa) por el nombre de Muromi-san y desarrolla una buena relación con ella y sus amigos. Muromi físicamente aparenta la edad de 16 años, sin embargo en realidad, ella es una criatura legendaria ancestral. 'Takkun', como Muromi lo llama, es un estudiante quien no tiene mucha motivación o el cuidado de toda la atención que Muromi le da, todavía, el todavía termina quedando involucrado en las aventuras de Muromi. Hay un número de monstruos legendarios que 'Takkun' conoce y casi es comido por como sus aventuras salgan.

## Personajes
Muromi-san (むろみさん)
Seiyū: Yukari Tamura
Es la protagonista, es una sirena con apariencia de adolescente pero que en realidad tiene la edad suficiente como para relatar sucesos de la evolución de algunos seres vivos, conoce seres mitológicos y sucesos históricos muy antiguos. Su forma de hablar es peculiar al hablar en un dialecto japonés, es muy enérgica y posee una gran curiosidad por la cultura humana además de ser muy amigable, ella es quien le da a Takuro el apodo de Takkun, a quien le tiene gran aprecio y por quien además siente atracción. No le gusta los delfines (Al comienzo por un malentendido, luego simplemente no le gustaban).
Takurō Mukōjima (向島 拓朗 Mukōjima Takurō)
Seiyū: Takahiro Mizushima
Es el protagonista masculino de la serie, es un adolescente normal quien tiene como pasatiempo pescar en un sitio específico (por lo general), conoció a Muromi al pescarla un día y a partir de ahí se hacen amigos, él va conociendo poco a poco a ella y a todos sus amigos, y de un modo u otro se va involucrando con todos ellos llegando a convertirse en amigo de ellos. A pesar de que no le hace caso a Muromi cuando ella coquetea con él, Taruko le tiene aprecio. únicamente le tiene algo de miedo a Kawabata (un Kappa) de que le quiera hacer "algo".
Levia-san (リヴァイアさん Rivaia-san)
Seiyū: Mai Nakahara
Es una sirena sempai de Muromi, y como su nombre lo indica hace referencia a la criatura Leviatan, si bien en su pasado tuvo muchas batallas en su otra forma donde se ganó su reputación, ahora simplemente se la pasa descansando aunque ha demostrado que aún posee su peligrosa técnica, tiene la costumbre de comprar en una tienda muchas productos que le llaman la atención. Al parecer le gusta hablar mucho, también es muy conocida por todos en el mar.
Hii-chan (ひぃちゃん)
Seiyū: Ai Nonaka
Es una inocente sirena que se hace llamar la hermana menor de Muromi-san, Le gusta hacer amistades con todas las criaturas del mar, y en especial con los delfines.
Fuji-san (富士さん)
Seiyū: Hitomi Harada
Es una sirena con los pechos realmente grandes y algo presumida, siente una gran admiración y atracción hacia Muromi-san, aunque para mala suerte para ella, Muromi tiene un gran fijación en contra de sus grandes pechos y no tiende a prestarle mucha atención, no le gusta para nada que Muromi este en la superficie porque lastima su cola que era hermosa. Siempre intenta usar a Takuro para convencer a Muromi de las cosas que ella quiere y de un modo u otro ve a Takuro como un rival. No le gusta sus pechos debido a que no le permiten nadar como ella quiere y tampoco que Muromi-san le preste atención a Takuro.
Sumida-san (隅田さん)
Seiyū: Sumire Uesaka
Es una Sirena amiga de Muromi, Le gusta ir de fiesta junto a Muromi y también beber mucho licor (aunque después se arrepiente por la resaca), tiene mucha curiosidad de saber porque a Murumi le atrae a Taruko y por lo general es quien le da algunos consejos de amor (que al final no le sirven), Al parecer no tiene mucha suerte en el amor y es una de las razones por la que toma mucho.
Yeti (イエティ Ieti)
Seiyū: Chiwa Saito
Es una Yeti con apariencia de niña, es muy amiga de Muromi-san a quien salvo cuando en una oportunidad se había congelado, ella es muy fuerte además de tener unas garras muy afiladas aunque es muy tímida y algo desconfiada, cosa que se muestra con Tarako pero que después cambian ya que más de una vez de pide ayuda o consejo. Cuida a su amiga Harpy como si fuera su madre, también tiene un trabajo de transportar cosas pesadas. Aunque dice que no le gusta que le acaricien sus orejas demuestra otra cosa.
Harpy (ハーピー hāpī)
Seiyū: Kanako Sakai
Es una niña chica-ave (Arpía) quien posee una terrible memoria (al dar 3 pasos olvida lo más importante), al comienzo miraba a Muromi como comida hasta que Takuro con un modo peculiar le enseña que Muromi no lo era, le tiene un gran cariño a yeti y vive con ella bajo su cuidado.
Otohime (乙姫 Otohime)
Seiyū: Saki Fujita
Era la dueña del palacio Ryūgū-jō pero debido a que se fue a la quiebra junto a malos rumores sobre ella, decidió irse a trabajar con los humanos en todos los trabajos posibles para poder recuperarse económicamente, con Muromi tiene una relación algo complicada ya que por un lado le tiene "odio" pero por otro lado reconoce que ella no le hizo nada sino que al contrario la ayudó (algo similar por parte de Muromi). Con Takuro siente algo de confianza y agrado.
Kawabata (川端 Kawabata)
Seiyū: Kenji Hamada
Es un Kappa amigo de Muromi, él logra hacer los mejores pepinos o las medicinas que Muromi necesita, No le gusta los humanos (debido a que mataron a su hermano que ahora es momia de un museo) aunque la excepción es Takuro a quien le agrada aunque sus conversaciones no pasan de 5 frases (para angustia de takuro).

## Medios de comunicación

### Anime
Una adaptación a anime de 13 episodios producida por Tatsunoko Production se emitió entre el 6 de abril de 2013 y el 29 de junio de 2013. El opening es "Nanatsu no Umi yori Kimi no Umi" (七つの海よりキミの海) interpretado por Sumire Uesaka.

#### Lista de episodios
| Núm. | Título | Fecha de emisión    |
| ---- | --- | ------------------- |
| 1    | "Muromi-san en el Borde" "Setogiwa no Muromi-san" (瀬戸際のむろみさん)                                            | 6 de abril de 2013  |
| 2    | "Muromi-san y las Legendarias Criaturas Marinas" "Densetsu no Kaijū to Muromi-san" (伝説の海獣とむろみさん)       | 13 de abril de 2013 |
| 3    | "Muromi-san y los Viejos Recuerdos" "Sekinen no Omoi to Muromi-san" (積年の想いとむろみさん)                      | 20 de abril de 2013 |
| 4    | "Muromi-san y la Cadena de Comida" "Shokumotsurensa to Muromi-san" (食物連鎖とむろみさん)                         | 27 de abril de 2013 |
| 5    | "Muromi-san y Twin Mountain" "Tsuin Maunten to Muromi-san" (ツインマウンテンとむろみさん)                         | 4 de mayo de 2013   |
| 6    | "Muromi-san y Ryūgūjō" "Ryuuguujou to Muromi-san" (竜宮城とむろみさん)                                            | 11 de mayo de 2013  |
| 7    | "El Chico, Kappa y Muromi-san" "Shōnen to Kappa to Muromi-san" (少年と河童とむろみさん)                           | 18 de mayo de 2013  |
| 8    | "Muromi-san y el Tipo(?) Bueno" "Iyashikei(?) to Muromi-san" (癒し系(?)とむろみさん)                              | 25 de mayo de 2013  |
| 9    | "Muromi-san y la Civilización Avanzda Secreta" "Himitsu no Chō Bunmei to Muromi-san" (ひみつの超文明とむろみさん) | 1 de junio de 2013  |
| 10   | "Muromi-san y Worldwide" "Wārudo Waido no Muromi-san" (ワールドワイドのむろみさん)                                | 8 de junio de 2013  |
| 11   | "Muromi-san y el Frío" "Tsun to Muromi-san" (ツンとむろみさん)                                                    | 15 de junio de 2013 |
| 12   | "Muromi-san y las Diferentes Formas de Amar" "Iron'na Ai no Katachi to Muromi-san" (色んな愛の形とむろみさん)     | 22 de junio de 2013 |
| 13   | "Pasan los Años Muromi-san" "Yukutoshi Kurutoshi no Muromi-san" (行く年来る年のむろみさん)                        | 29 de junio de 2016 |